# Anagogie

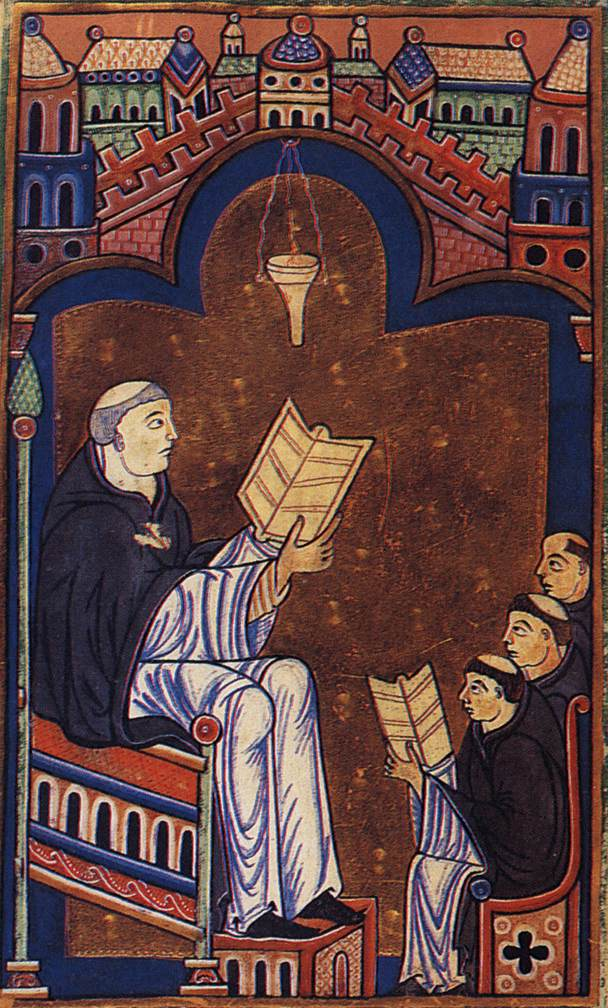
Hugues de Saint-Victor, philosophe scolastique. Le sens de la notion d'anagogie est traité dans son De scripturis.

L’anagogie (du grec ancien : ἀναγωγή, / anagogé, « élévation ») est une notion ascétique qui désigne l'élévation de l'âme vers les choses célestes, et en théologie l'interprétation d'un texte qui cherche à passer du sens littéral à un sens spirituel ou mystique. On parle aussi pour ce procédé d'anagogisme.
En Grèce antique, les anagogies étaient une fête instituée pour célébrer le départ d'une divinité vers un autre lieu. Par exemple les Anagogies de Vénus. Pour le retour d'une divinité, la fête s'appelait des catagogies,,.

## Exégèse biblique
Selon la doctrine des quatre sens de l'Écriture développée par les Pères de l'Église, le « sens anagogique » est le sens symbolique qui concerne les évènements à venir pour l'Église. Hiérarchiquement, dans les quatre sens de l'Écriture, il vient en dernier, après les sens littéral, allégorique et tropologique (ou moral).
Par extension, en critique littéraire, « l'interprétation anagogique » est celle qui tente de dépasser le sens littéral ou immédiat du texte.

## Philosophie et métaphysique
En philosophie, chez Leibniz, « l'induction anagogique » est celle qui tente de remonter à une cause première. Le terme se trouve aussi dans le platonisme.

### Articles liés
- Exemplarisme
- Herméneutique
- Quatre sens de l'Écriture